# LinEx
LinEx bzw. GNU/LinEx ist eine Linux-Distribution, die auf Debian basiert. Die Entwicklung wurde von der Regierung der spanischen Region Extremadura initiiert, die im April 2002 beschloss, LinEx auf allen Computern in Schulen und öffentlicher Verwaltung zu verwenden. Das Projekt weist deutliche Parallelen zu Guadalinex der andalusischen Regierung auf.
Im Jahr 2013 wurde Limex 2013, das auf Debian basiert, veröffentlicht.

## Geschichte
Die Regionalverwaltung von Extremadura investierte 300.000 Euro in LinEx und konnte dadurch bisher 30 Millionen Euro einsparen. Die Initiative brachte Ende 2003 Extremadura mit zwei Schülern pro Computer europaweit ins Spitzenfeld in diesem Bereich. Bis Mai 2003 wurden 200.000 CDs der Distribution kostenlos in Extremadura verteilt, weitere 70.000 wurden heruntergeladen. Auch die Nutzung in Wirtschaft und privatem Bereich wird aktiv beworben. Die Verwaltung Andalusiens beteiligt sich seit April 2003 am Projekt Guadalinex, nachdem auch dort beschlossen wurde, freie Software in der Verwaltung zu bevorzugen.
Anfang 2012 wurde öffentlich, dass LinEx nicht mehr weiterentwickelt werden sollte. Bis dahin hatte es im Gesundheits- und Bildungsbereich eine große, in der Verwaltung jedoch nur 1 % Verbreitung erreicht. Ende Januar 2012 wurde der Plan bekannt gegeben, alle Verwaltungsarbeitsplätze Extremaduras bis Ende des Jahres auf Linux umzustellen.
Anfang 2013 wurde die auf Debian basierende Version Linex 2013 veröffentlicht, die unter anderem spanischen Verwaltungsbedürfnissen angepasst wurde. Die Unterstützung von Menschen mit Behinderung sowie Anpassungen des Browsers Firefox waren Teile des Projekts. Die Arbeiten an Linex 2013 wurden von der spanischen Firma Emergya durchgeführt.

## Merkmale
LinEx ist konzipiert für i386-kompatible Computer und beinhaltet die aktuelle, stabile Version von Gnome als Desktop-Umgebung, sowie einige Erweiterungen.
- Einfache, automatische Hardware-Erkennung und Installation
- OpenOffice.org als voreingestelltes Office-Paket
- Gnumeric als Tabellenkalkulation
- GIMP als Grafiksoftware
- Mozilla und XChat
- Nautilus als Dateimanager
- Audio- und Video-Player
  - XMMS als Audio-Player
  - Xine als Video-Player